# Hot day
Hot day is het vijfde studioalbum van Lake. Het album is opgenomen in de Rüssl-studio te Hamburg. Muziekproducent was Udo Arndt, destijds bekend van uiteenlopende artiesten als Nena, Spliff en Nina Hagen. Hot days wordt met zijn typische jaren 80-rock gerekend tot de slechtste albums door Lake gemaakt. Dat blijkt onder meer uit het feit, dat het album maar niet op compact disc verscheen. Fans moesten tot 2016 wachten toen BGO Records het uitbracht, samen met voorganger Ouch! (2 titels op 1 cd). De twee singles van dat album haalden de hitparades ook al niet.

## Musici
- James Hopkins Harrison (hier ineens Jim geheten) – zang
- Erlend Krauser – gitaar, zang
- Jo Kappl – basgitaar, zang
- Frank Hieber – toetsinstrumenten, zang
- Achim Oppermann – toetsinstrumenten, gitaar, zang
- Dieter Ahrendt – slagwerk, percussie

## Muziek
| Nr. | Titel                                                                   | Duur |
| --- | ----------------------------------------------------------------------- | ---- |
| 1.  | Sanford and son ((t) Hopkins Harrison, (m) Hopkins Harriosn, Oppermann) | 3:47 |
| 2.  | Escape ((t) Hopkins Harrison, (m) Krauser)                              | 3:36 |
| 3.  | Everyone ((t) Hopkins Harrison, (m) Krauser)                            | 4:05 |
| 4.  | Silicone Sally ((t) Hopkins Harrison, (m) Hieber)                       | 3:58 |
| 5.  | Goodbye Alexander ((t) Hopkins Harrison, (m) Oppermann)                 | 4:19 |

| Nr. | Titel                                                      | Duur |
| --- | ---------------------------------------------------------- | ---- |
| 1.  | The sound of America ((t) Hopkins Harrison, (m) Oppermann) | 5:02 |
| 2.  | Cities on fire ((t) Hopkins Harrison, (m) Krauser)         | 5:11 |
| 3.  | Band at the top ((t) Hopkins Harrison, (m) Oppermann)      | 4:19 |
| 4.  | We can try ((t) Hopkins Harrison, (m) Oppermann)           | 4:25 |

Goodbye Alexander schijnt te gaan over lid Alex Conti, die opstapte (one of the six men sailing on the “lake”). Silicone Sally gaat over een vrouw, die lichamelijk en geestelijk in de knoop zit, ze denkt dat siliconen-implantaten haar aantrekkelijker maken zonder dat ze haar geestelijke gesteldheid aanpast. Sanford and son gaat over de Amerikaanse televisieserie Sanford and Son, met een verwijzing naar de Britse voorloper Steptoe and Son. Band at the top gaat ook over Lake zelf, eens een succesvolle band en ten tijde van dit album "uit de mode" vanwege gebrek aan hits.